# Ștefan Wesselényi
Ștefan Wesselényi (báró Wesselényi István) (n. 21 august 1674, Luncani, România – d. 27 aprilie 1734, Cluj, Monarhia Habsburgică) a fost guvernator al Transilvaniei între anii 1710-1713 și 1731-1732. El a avut una dintre reședințe în orașul Jibou (chiar pe terenul unde este construită Gradina Botanică).